# Eagles of Death Metal
Eagles of Death Metal (ook wel: EODM) is een Amerikaanse garagerockband, gesticht door Jesse Hughes en Josh Homme. Hoewel Hughes de frontman is van de groep, is Homme, door zijn werk bij Queens of the Stone Age en als voormalig lid van Kyuss toch de bekendste. De band wisselt regelmatig van bezetting. Zo speelde Tim Vanhamel, zanger/gitarist van Millionaire, mee op het eerste album van Eagles of Death Metal, Peace, Love, Death Metal.
De band maakt deel uit van de Palm Desert Scene.

## Biografie
Eagles of Death Metal werd in 1998 opgericht in Palm Desert (Californië) tijdens de Desert Sessions Volumes 3 & 4. Ze wilden een geluid creëren met invloeden van de band Canned Heat en de Poolse deathmetalband Vader. 
De band speelde mee op The Desert Sessions van Josh Homme. In de daaropvolgende jaren werd Homme wat afgeleid van de band door het succes van Queens of The Stone Age, maar in 2004 trommelde hij Hughes en zijn vriend Tim Vanhamel op om samen Peace, Love, Death Metal op te nemen. Dit album kon op veel bijval rekenen bij de pers en een paar songs werden gebruikt in reclamespots voor onder andere Budweiser en Nissan. In 2006 volgde het tweede album, Death By Sexy..., maar deze keer zonder Vanhamel. In 2009 werd hun derde album Heart On uitgebracht.
Tijdens een concert van Eagles of Death Metal op 13 november 2015 in het Parijse theater Bataclan vond een terroristische aanslag plaats, waarbij 89 concertgangers werden gedood. De leden van de band wisten via een achterdeur te ontsnappen. Een medewerker van de band kwam om het leven, een ander raakte gewond. De verdere Europese tour van de band werd hierna geannuleerd, maar de band trad wel samen met de Ierse band U2 op in de AccorHotels Arena in Parijs op 7 december 2015. Voor de overlevenden en de nabestaanden van de slachtoffers van de aanslagen in de Bataclan gaf de band op 17 februari 2016 een vervangend concert. Omdat de Bataclan op dat moment werd gerenoveerd, werd dit concert gegeven in L'Olympia. Hiermee werd tevens de Europese tour hervat.

## Concerten in Nederland en België
Eagles of Death Metal zijn verschillende keren in Nederland en België geweest voor optredens. Ze stonden in 2009 in Nederland en België in het voorprogramma van Arctic Monkeys. Ze hebben in Nederland Paradiso, de Melkweg, 013, WATT en de Effenaar en in België AB aangedaan. Ook stonden EODM op de festivals Pinkpop (2008, 2015), Lowlands (2007, 2012 en 2016), Rockin' Park, Pukkelpop en Rock Werchter (2009 en 2015). in 2023 heeft de band opgetreden in Podium Victorie in  Alkmaar en op het festival Zwarte Cross in Lichtenvoorde. Ook in 2025 doen de mannen de lage landen aan: op 18 juni staan ze in 013, Tilburg en op 19 juni zullen ze te zien zijn op Graspop Metal Meeting in Dessel, België.

## Etymologie
Ondanks de naam speelt de band geen deathmetal. Er gaan verschillende verhalen rond over waar de naam vandaan komt. Er wordt onder andere verteld dat de naam van een dronken persoon komt die naar de band Poison verwees als "The Eagles of death metal". Een ander verhaal zegt dat een paar huidige bandleden met vrienden aan het praten waren over deathmetal. Iemand zei dat hij deathmetal goede muziek vond en dat ze deathmetal moesten gaan maken. Ze hebben toen besloten om zich "The Eagles of Death Metal" te noemen.

## Aanslag en controverse
Eind mei 2016 besloten verschillende festivals in Frankrijk, ondanks het feit dat er recentelijk een islamitische aanslag op een concert van de band werd gepleegd, de band te weren uit hun programma vanwege de 
"islamofobe opmerkingen" van leadzanger Jesse Hughes.

## Discografie

### Albums
| Album met eventuele hitnotering(en) in de Nederlandse Album Top 100 | Datum van verschijnen | Datum van binnenkomst | Hoogste positie | Aantal weken | Opmerkingen |
| ------------------------------------------------------------------- | --------------------- | --------------------- | --------------- | ------------ | ----------- |
| Live at Slims                                                       | 2003                  | -                     |                 |              |             |
| Peace, Love, Death Metal                                            | 2004                  | -                     |                 |              |             |
| Death By Sexy...                                                    | 2006                  | -                     |                 |              |             |
| Heart On                                                            | 24-10-2009            | 29-08-2009            | 90              | 1            |             |
| Zipper Down                                                         | 2015                  | -                     |                 |              |             |

| Album met hitnotering(en) in de Vlaamse Ultratop 200 albums | Datum van verschijnen | Datum van binnenkomst | Hoogste positie | Aantal weken | Opmerkingen |
| ----------------------------------------------------------- | --------------------- | --------------------- | --------------- | ------------ | ----------- |
| Peace, Love, Death Metal                                    | 2004                  | 08-05-2004            | 37              | 5            |             |
| Death By Sexy...                                            | 2006                  | 09-09-2006            | 98              | 1            |             |
| Heart On                                                    | 2009                  | 15-11-2008            | 59              | 4*           |             |
| Zipper Down                                                 | 2015                  | -                     |                 |              |             |

### Ep's
| Album met eventuele hitnotering(en) in de Nederlandse Album Top 100 | Datum van verschijnen | Datum van binnenkomst | Hoogste positie | Aantal weken | Opmerkingen |
| ------------------------------------------------------------------- | --------------------- | --------------------- | --------------- | ------------ | ----------- |
| Shasta Beast                                                        | 2005                  | -                     |                 |              |             |
| I Want You So Hard (Boy's Bad News)                                 | 2006                  | -                     |                 |              |             |
| I Got A Feelin (Just Nineteen)                                      | 2006                  | -                     |                 |              |             |
| Wannabe In L.A.                                                     | 2008                  |                       |                 |              |             |
| Now I'm A Fool                                                      | 2009                  |                       |                 |              |             |
| Anything 'Cept The Truth                                            | 2009                  |                       |                 |              |             |

| Album met hitnotering(en) in de Vlaamse Ultratop 200 albums | Datum van verschijnen | Datum van binnenkomst | Hoogste positie | Aantal weken | Opmerkingen |
| ----------------------------------------------------------- | --------------------- | --------------------- | --------------- | ------------ | ----------- |
| Shasta Beast                                                | 2005                  |                       |                 |              |             |
| I Want You So Hard (Boy's Bad News)                         | 2006                  |                       |                 |              |             |
| I Got A Feelin (Just Nineteen)                              | 2006                  |                       |                 |              |             |
| Wannabe In L.A.                                             | 2008                  |                       |                 |              |             |
| Now I'm A Fool                                              | 2009                  |                       |                 |              |             |
| Anything 'Cept The Truth                                    | 2009                  |                       |                 |              |             |

### Singles
| Single met eventuele hitnotering(en) in de Nederlandse Top 40 | Datum van verschijnen | Datum van binnenkomst | Hoogste positie | Aantal weken | Opmerkingen                 |
| ------------------------------------------------------------- | --------------------- | --------------------- | --------------- | ------------ | --------------------------- |
| Save a prayer                                                 | 2015                  | 21-11-2015            | tip19           | -            | Nr. 73 in de Single Top 100 |

### NPO Radio 2 Top 2000
Van Eagles of Death Metal stond alleen Save a Prayer in 2015 in de NPO Radio 2 Top 2000, op plek 1833.

## Leden
- Jesse Hughes (zang/gitaar)
- Josh Homme (drums/percussie/gitaar/bas/toetsen/zang)

## Huidige live-leden
- Jesse Hughes (zang/gitaar)
- Dave Catching (gitaar)
- Brian O'Connor (basgitaar/zang)
- Julian Dorio (drum)

## Oud-leden
- Gene Trautman (drums)
- Samantha Maloney (drums)
- Tim Vanhamel (gitaar)